# Otto Bridler

Oberst Bridler, Kommandant der Gebirgsbrigade 18 (1914–1918)

Otto Bridler (* 9. Mai 1864 in Altnau; † 14. Mai 1938 in Winterthur) war ein Schweizer Architekt und Oberstkorpskommandant. Aus seinem Werk stechen die herrschaftlichen Wohnhäuser für Winterthurer Fabrikantenfamilien besonders hervor.

## Leben und Wirken
Der aus dem Thurgau stammende Otto Bridler besuchte die Kantonsschule in Frauenfeld, schloss daran eine einjährige baupraktische Tätigkeit in Basel an, bevor er in Stuttgart, Berlin und München Architektur studierte. Während seines Aufenthalts in Stuttgart schloss er sich 1884 der Burschenschaft Alemannia Stuttgart an. In München arbeitete er danach bei Gabriel von Seidl.
Nach seiner Rückkehr in die Schweiz wurde er zusammen 1888 mit Ernst Georg Jung Teilhaber des Büros Jung und Bridler, das nach dessen Ruhestand 1907 zusammen mit Lebrecht Völki in Bridler und Völki umfirmierte. In der Zeit seiner Teilhaberschaft errichtete sein Büro, wohl auch durch seine Heirat 1891 mit Hedwig Sträuli aus der Seifenfabrikantendynastie, historisch bedeutsame Industriellenvillen in Winterthur, ausserdem einige grössere öffentliche Bauten, etwa das Empfangsgebäude des Bahnhofs oder die Heilstätte in Wald.
Der entwerferische Anteil Bridlers in diesem Büro lässt sich nicht ganz klären, auch da er ab 1886 eine militärische Karriere begann, die ihn ab dem Beginn des Ersten Weltkriegs ganz in Anspruch nahm. Ab 1917 überliess er die Leitung des Büros daher ganz seinem Partner, das dieser etwa ab 1920 nur noch unter dem eigenen Namen betrieb. Von 1917 bis 1924 führte er als Oberstdivisionär die 6. Division und dann bis 1931 als Oberstkorpskommandant das 2. Armeekorps. 1931 bis 1938 lehrte er an der ETH Zürich Militärgeografie. 1932 nahm er als Schweizer Delegierter an der Genfer Abrüstungskonferenz teil.

## Werke (Auswahl)
Mit Ernst Georg Jung
- Villa Rychenberg, Winterthur, 1887–1888
- Schloss Wart, Neftenbach, 1889–1891
- Hauptbahnhof Winterthur, Um- und Neubau, 1894–1895
- Villa Kjelsberg, Neubau, 1898
- Kantonale Heilstätte, Wald ZH, 1899–1901
- Freimaurerloge Akazia, Winterthur, 1903–1904
- Verwaltungsgebäude Gebrüder Volkart, Winterthur, 1903–1905

Mit Lebrecht Völki

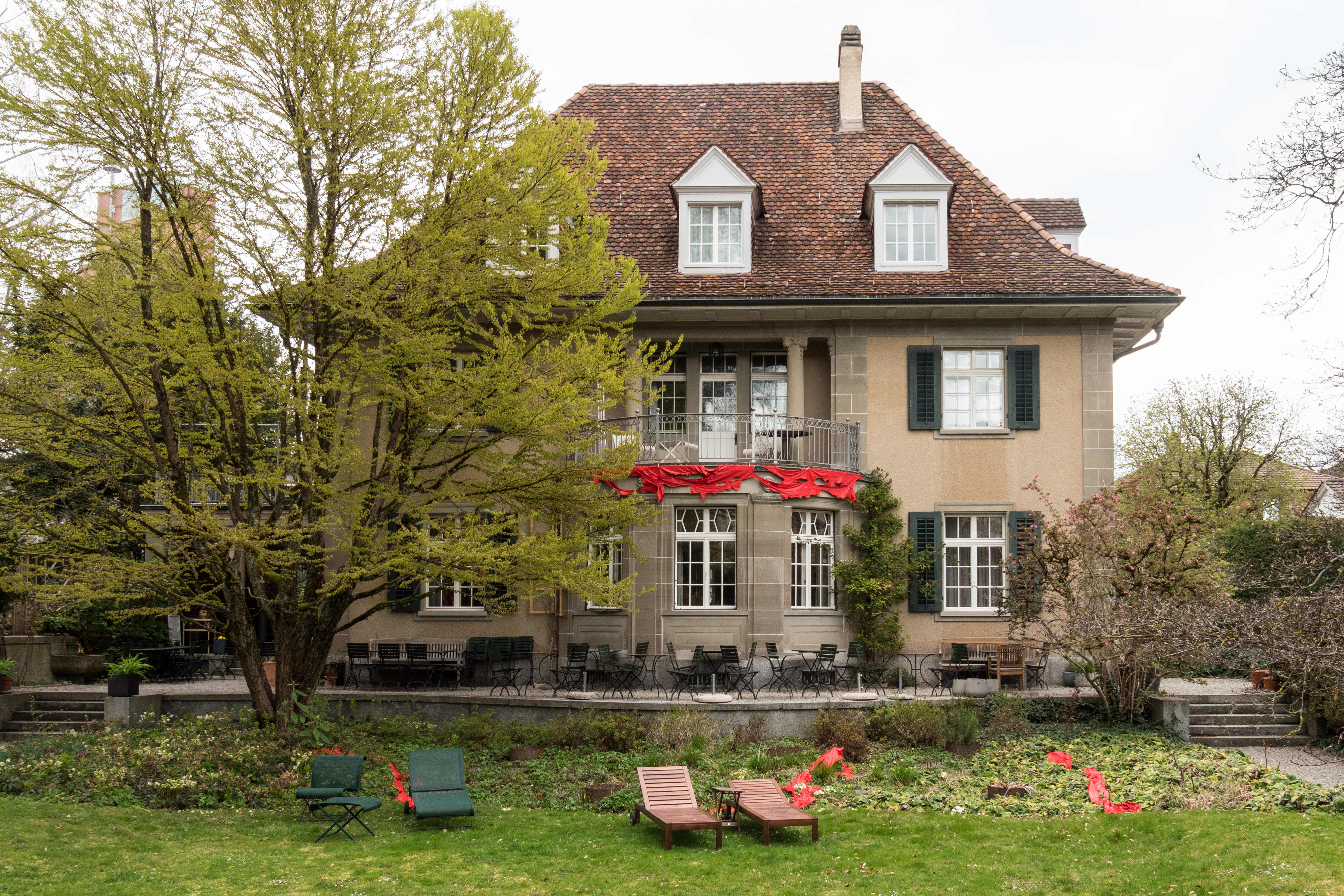
Villa Sträuli in Winterthur

- Villa Obere Halden, Winterthur, 1907
- Villa Sträuli, Winterthur, 1908
- Villa Blumenhalde, Winterthur, 1909
- Villa Selvana, Winterthur, 1909
- Krematorium Friedhof Rosenberg, Winterthur, 1909–1910
- Schulhaus Heiligberg, Winterthur, 1909–1912
- Kirchgemeindehaus Stadt, Liebestrasse Winterthur, 1912–1913
- Museum für Geschichte und Völkerkunde, St. Gallen, 1913–1920
- Buchdruckerei Winterthur, Winterthur, 1915
- Schweiz. Bankgesellschaft, Rapperswil, 1915–1920
- Villa Oberes Alpgut, Winterthur, 1916–1920